# Marcus Holmén
Marcus Anders Holmén, född 10 augusti 1993 i Halmstad, är en svensk handbollsmålvakt.

## Karriär
Marcus Holmén växte upp i Gullbrandstorp och började spela handboll för Halmstads HP. 2009 började han spela för HK Aranäs som då spelade i elitserien. Efter tre år i den klubben gick han till HK Drott. Han stannade i Drott under nästan två säsonger men återvände därefter till Aranäs. Han stannade i Aranäs i tre säsonger men bytte sedan klubb till IFK Skövde i handbollsligan. Efter två säsonger i Skövde valde Markus Holmén att bli proffs i danska Nordsjælland Håndbold.Han spelade under två säsonger för Nordsjälland men växlade sedan till IF Hallby HK i svenska handbollsligan 2021.
I juniorlandslaget blev det 5 landskamper då Holmén spelade för Aranäs. I ungdomslandslaget spelade Holmen 24 matcher och var med i truppen som vann U21-VM-guld 2013 i Bosnien Hercegovina.

## Meriter
- Guld vid U21-VM 2013 med Sveriges U-landslag